# آندراس بیلند
آندراس بیلند (زادهٔ ۱۱ ژوئیهٔ ۱۹۸۸) بازیکن فوتبال اهل کشور دانمارک است.
وی برای تیم ملی دانمارک ۶ بازی انجام داده و ۱ گل به ثمر رسانده‌است. پست تخصصی این بازیکن نیز، دفاع است.